# Plan (logiciel)
Pour les articles homonymes, voir Plan.
Plan est le logiciel de gestion de projets de la suite bureautique Calligra.
Il s'agit d'un logiciel libre conçu dans le cadre du projet KDE, et plus précisément du projet KOffice.

## Concurrents
- Goplan
- Merlin